# Scott Air Force Base
A Scott Air Force Base (IATA: BLV, ICAO: KBLV, FAA LID: BLV) é uma base da Força Aérea dos Estados Unidos no condado de St. Clair, Illinois, perto de Belleville e O'Fallon, 17 milhas a leste-sudeste do centro de St. Louis. O Scott Field foi um dos trinta e dois campos de treinamento do Serviço Aéreo estabelecidos depois que os Estados Unidos entraram na Primeira Guerra Mundial em abril de 1917.
É a sede do Comando de Mobilidade Aérea (AMC), e também a sede do Comando de Transporte dos EUA, um Comando Combatente Unificado que coordena o transporte em todas as forças.
A base é operada pela 375ª Ala de Mobilidade Aérea (375 AMW) e também abriga a Ala de Airlift 932d do Comando da Reserva da Força Aérea (932 AW) e a 126ª Ala de Reabastecimento Aéreo da Guarda Aérea Nacional de Illinois (126 ARW), as duas últimas unidades sendo operacionalmente gerenciadas pelo AMC.
A base atualmente emprega 13.000 pessoas, 5.100 civis com 5.500 na ativa da Força Aérea e 2.400 membros adicionais da Guarda Aérea Nacional e da Reserva. Foi anunciado em junho de 2014 que dois novos esquadrões de segurança cibernética serão adicionados aos três atualmente na base.
Seu campo de aviação também é usado por aeronaves civis, com operações civis na base referindo-se às instalações como Aeroporto MidAmerica St. Louis. O MidAmerica tem operado como um aeroporto de uso conjunto desde o início das operações em novembro de 1997. A Allegiant Air, a única companhia aérea comercial com voos regulares no aeroporto, saiu do aeroporto em 3 de janeiro de 2009,
mas agora tem vários destinos sem escalas.